# Over the Fence
Pour plus de détails, voir Fiche technique et Distribution.
Over the Fence est un film américain de J. Farrell MacDonald et Harold Lloyd, sorti en 1917.

## Fiche technique
- Titre : Over the Fence
- Réalisation : J. Farrell MacDonald et Harold Lloyd
- Production : Hal Roach
- Pays de production : États-Unis
- Format : Noir et blanc - 1,33:1 - Film muet
- Genre : comédie, court métrage
- Date de sortie : 1917

## Distribution
- Harold Lloyd : Ginger
- Snub Pollard : Snitch
- Bud Jamison : le chef
- Bebe Daniels : la copine de Ginger
- Sammy Brooks
- Gus Leonard
- Golda Madden
- Fred C. Newmeyer